# Matthijs Quast

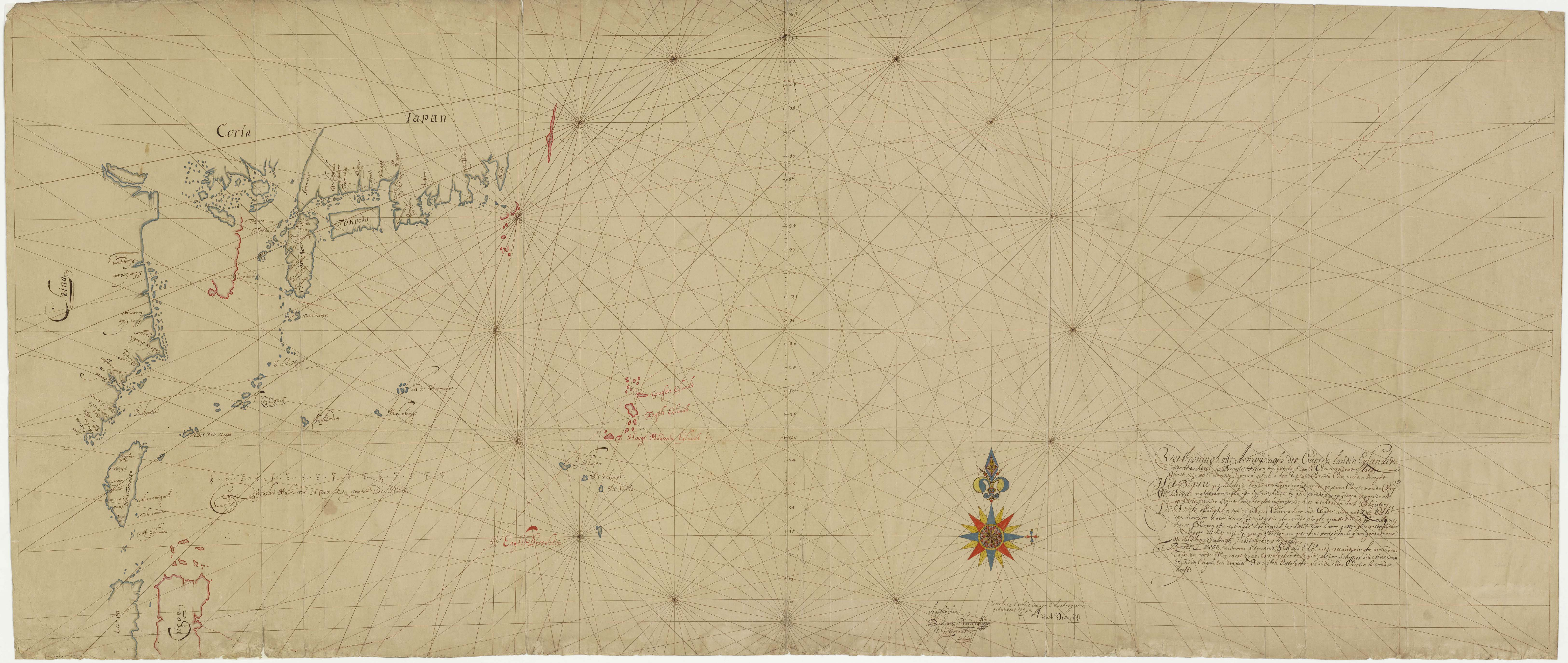
Kaart van de verkenning van het gebied ten oosten van Japan door Matthijs Quast in 1639.

Matthijs Quast ( ? – 6 oktober 1641) was een Nederlandse ontdekkingsreiziger die in 1639 op initiatief van Willem Verstegen werd uitgezonden door de VOC om twee eilanden te ontdekken die ten oosten van Japan zouden liggen. Van deze mythologische eilanden werd gezegd dat ze zeer rijk waren, en ze heetten dan ook Rica de Oro (Rijk in Goud) en Rica de Plata (Rijk in Zilver). Hij had reeds enkele reizen naar Japan, China en Siam gemaakt. Naast het opsporen van de eilanden diende hij ook het gebied ten noorden van China te onderzoeken, in het bijzonder Korea en Tartarije (Siberië). Voor dit doel kreeg hij twee kleine schepen. Quast zelf voer op de Engel, onder commando van Lucas Albertsen, terwijl de tweede man van de expeditie, Abel Tasman, het commando op de Gracht had.

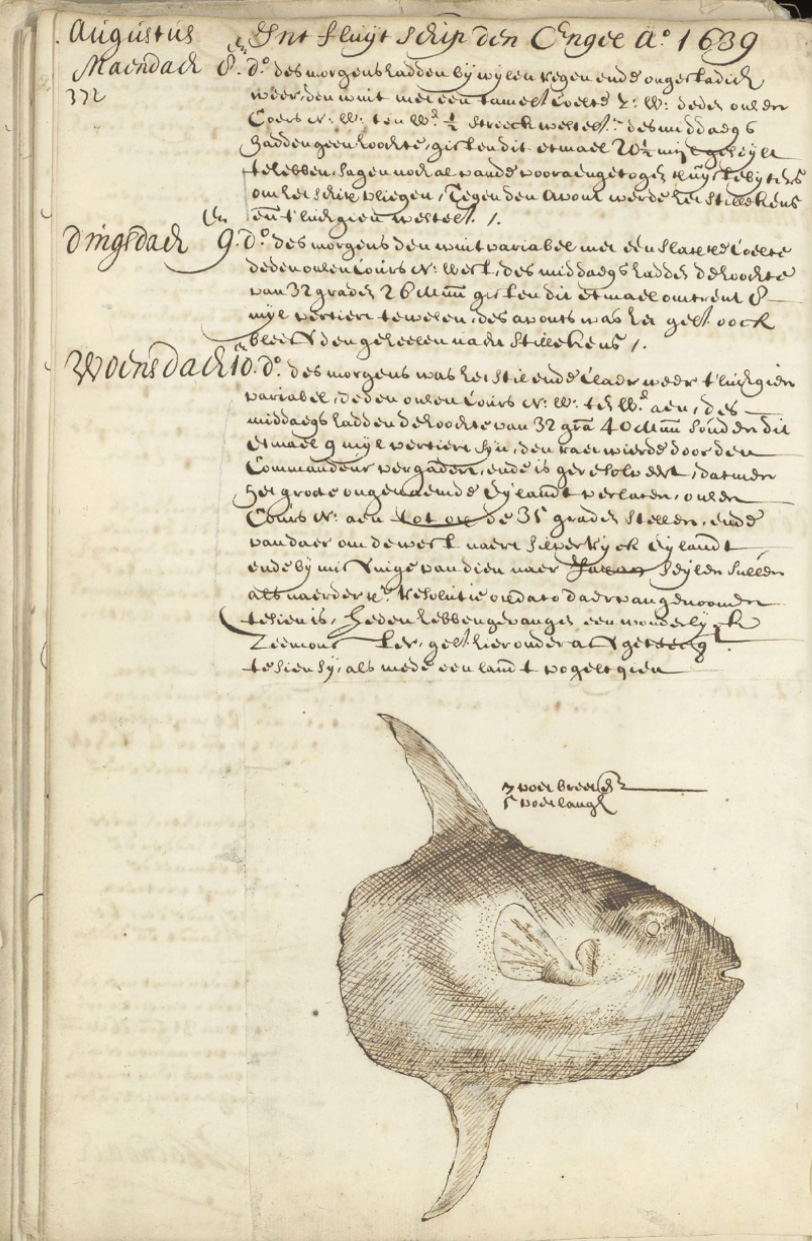
Tekening van de maanvis in het reisverslag van Matthijs Quast.

Quast verliet Batavia op 2 juni 1639, en bereikte de open zee vanaf Luzon op 10 juli. Gedurende een aantal maanden voer hij kriskras door het deel van de Grote Oceaan waar de eilanden zouden moeten liggen. Zijn sterke wil om de eilanden te vinden blijkt niet alleen uit de extra hoge bonus voor de persoon die als eerste het land zag, maar ook door de zware straffen voor mannen die op wacht in slaap vielen: vijftig zweepslagen voor de eerste overtreding, honderd zweepslagen voor de tweede keer, en voor een derde fout de doodstraf. Maar het was allemaal tevergeefs, gouden of zilveren eilanden werden er niet ontdekt.
Op 25 oktober gaf Quast zijn zoektocht op. Zijn schepen, die al bij het begin van de expeditie in niet al te beste staat verkeerden (de VOC gebruikte de goede schepen voor handelsreizen met zekere winst, niet voor expedities zoals die van Quast), werden nog slechter. Ook leidde het gebrek aan vers voedsel tot scheurbuik bij de bemanning. Quast besloot daarom niet naar Tartarije door te varen zoals oorspronkelijk de bedoeling was, maar direct naar Formosa te gaan. Toen hij Fort Zeelandia bereikte, op 24 november, waren 41 van zijn 90 bemanningsleden overleden.
De expeditie had geen succes. Weliswaar waren de Bonin-eilanden ontdekt en de kust van Japan beter in kaart gebracht, maar er waren geen handelsmogelijkheden ontdekt of andere voor de VOC interessante resultaten geboekt.
De VOC zou nog een tweede expeditie naar het gebied sturen, onder leiding van Maarten Gerritsz. Vries. Hierbij werden Yeso (Hokkaido), Sachalin en de zuidelijke Koerilen ontdekt. De tweede man van Quasts expeditie, Abel Tasman, maakte later twee beroemde reizen naar de zeeën rond Australië.
- Biografisch Portaal: 20893350
- Digitale Bibliotheek voor de Nederlandse Letteren: quas005
- Gemeinsame Normdatei: 1055357092
- International Standard Name Identifier: 0000 0003 9795 0151
- Nederlandse Thesaurus van Auteursnamen: 071802754
- Virtual International Authority File: 71792630
- WorldCat: E39PBJbCPFV77dv6GdCHcjjKVC